# Amblyeleotris ogasawarensis
Amblyeleotris ogasawarensis là một loài cá biển thuộc chi Amblyeleotris trong họ Cá bống trắng. Loài cá này được mô tả lần đầu tiên vào năm 1978.

## Từ nguyên
Từ định danh ogasawarensis được đặt theo tên gọi của quần đảo Ogasawara (Nhật Bản), nơi mà mẫu định danh của loài cá này được thu thập (–ensis: hậu tố trong tiếng Latinh biểu thị nơi chốn).

## Phân bố và môi trường sống
Từ quần đảo Ryukyu, A. ogasawarensis có phân bố trải dài về phía nam đến bờ bắc Úc, về phía đông đến quần đảo Marshall và quần đảo Line.
A. ogasawarensis sinh sống trên nền cát và đá vụn của rạn san hô, độ sâu đến 35 m.

## Mô tả
Chiều dài cơ thể lớn nhất được ghi nhận ở A. ogasawarensis là 10 cm. Đầu và thân màu trắng (hơi vàng ở lưng), có 5 vạch sọc nâu đỏ trên cơ thể, khoảng trắng giữa các sọc nâu có nhiều chấm xanh óng. Đầu có nhiều đốm xanh lam. Vây lưng sau có sọc xanh lam và vàng ở gốc. Vây đuôi có vệt nâu đỏ hình chữ C ở gốc.
Số gai vây lưng: 7; Số tia vây lưng: 13–14; Số gai vây hậu môn: 1; Số tia vây hậu môn: 13–14; Số gai vây bụng: 1; Số tia vây bụng: 5.

## Sinh thái
A. ogasawarensis sống cộng sinh với tôm gõ mõ Alpheus.

## Thương mại
A. ogasawarensis là một thành phần trong hoạt động buôn bán cá cảnh.